# Gens Petreia
La Gens Petreia fu una gens plebea dell'Antica Roma, originaria della città di Atina. Sono molti i cognomi italiani che si pensa derivino dal nomen Petreia, tra questi Petra, Pietra, Pirozzi, Pirozzo  e Schiappapietra.